# Politique étrangère du Mexique
La politique étrangère du Mexique est menée par le président des États-Unis mexicains et administrée à travers le Secrétariat des Relations extérieures. Les principes de la politique étrangère sont définies par la Constitution dans l'article 89, section 10, qui comprend : le respect du droit international et l'égalité des États, la souveraineté et l’indépendance, et la non-intervention dans les affaires intérieures d'autres pays et la résolution pacifique des conflits et la promotion de la sécurité collective par la participation active dans les organisations internationales. Depuis 1930, la doctrine Estrada a servi comme un appui essentiel à ses principes.
Le Mexique est l'un des membres fondateurs de plusieurs organisations internationales, comme l'Organisation des Nations unies, l'Organisation des États américains, l'Organisation des États Ibéro-américains, l'OPANAL et le Groupe de Rio. Pendant longtemps, le Mexique a été l'un des plus gros contributeurs au budget ordinaire des Nations unies, en 2008 plus de 40 millions de dollars ont été remis à l'organisme. En outre, il était le seul pays latino-américain de l'Organisation de coopération et de développement économiques depuis son adhésion en 1994 jusqu'à celle du Chili en 2010. Le Mexique est considéré comme un nouveau pays industrialisé, une puissance régionale et un marché émergeant, d'où sa présence dans les grands groupes économiques tels que le G8+5 et le G20. En outre, depuis les années 1990 le Mexique a demandé une réforme de l'Organisation des Nations unies et du Conseil de sécurité ses méthodes de travail avec le soutien du Canada, l'Italie, du Pakistan et de neuf autres pays, qui forment un groupe informel appelé le Coffee Club.
Le 8 août 2024, le président mexicain a rejeté la demande de l'Ukraine d'arrêter Vladimir Poutine si le chef russe défie un mandat d'arrêt international et assiste à l'inauguration présidentielle du Mexique en octobre 2024.